# Chúng ta là anh em
Chúng ta là anh em là phim truyền hình Trung Quốc đạo diễn bởi Lưu Huệ Ninh, với Đặng Siêu, Trương Gia Dịch, Đổng Khiết đóng vai chính.

## Nội dung
Bốn anh em nhà họ Mã và cha mẹ họ sống cùng nhau trong khu phức hợp tại một con hẻm. Sau khi cha mẹ qua đời trong một tai nạn xe hơi, Mã Học Vũ kiên quyết bỏ học và đảm nhiệm trách nhiệm "cha mẹ". Sau đó, bốn anh em sống chung với nhau phải đối mặt với "tiền", "tìhh", "truy đuổi", bốn anh em có sự lựa chọn khác nhau và có số phận và hoàn cảnh cũng khác nhau trong cuộc đời .

## Diễn viên
| Tên             | Vai                    | Mô tả | Ghi chú |
| --------------- | ---------------------- | --- | ------- |
| Đặng Siêu       | Mã Học Quân            | Anh hai, thông thái, trung thực, nhút nhát, nổi loạn, luôn gây họa cho gia đình, nhưng cũng là người có trách nhiệm | [ 3 ]   |
| Trương Gia Dịch | Mã Học Vũ              | Anh cả. Khi cha mẹ qua đời, Mã Học Vũ chỉ mới 16 tuổi, để gánh vác gánh nặng gia đình anh từ bỏ việc học và từ bỏ ước mơ của mình. Khi còn trẻ, anh kết hôn với một người phụ nữ lớn hơn anh 7 tuổi. Nghiêm khắc, có kỷ luật, trung thực và hướng nội | [ 4 ]   |
| Đổng Khiết      | Hoa Lôi Lôi            | Sinh ra trong một gia đình cao cấp, vị tha, hiếu thảo, tinh khiết và xinh đẹp, thanh lịch và cao quý, và là nữ thần trong tâm trí của mỗi đứa con trai                                                                                                | [ 5 ]   |
| Cơ Tha          | Mã Học Văn             | |         |
| Trương Lôi Vũ   | Mã Học Thiên           | |         |
| Đại Lạc Lạc     | Anh Tử                 | |         |
| Lưu Uy          | Mã Phụ                 | |         |
| Ngưu Tuấn Phong | Thiểu niên Mã Học Quân | |         |
| Lữ Lệ Bình      | Tần Đại                | |         |
| Phong Bách      | Thiểu niên Mã Học Vũ   | |         |
| Khâu Sảng       | Thiểu niên Mã Học Văn  | |         |
| Vạn Xương Hạo   | Mã Học Văn lúc nhỏ     | |         |
| Kim Thế Hào     | Mã Học Thiên lúc nhỏ   | |         |
| Cao Hâm Trí     | Mã Học Thiên ấu niên   | |         |
| Quan Hiểu Đồng  | Thiếu niên Hoa Lôi Lôi | Học sinh Trung học cơ sở, chuyển đến trường nơi Mã Hộc Quân học |         |
| Trương Y Minh   | Thiểu niên Anh Tử      | |         |
| Sử Khả          | Tiêu Hồng Mai          | |         |
| Hứa Đệ          | Dì Trì                 | Mẹ của Trì Anh Tử luôn phản đối mối quan hệ giữa Mã Học Quân và Trỉ Anh Tử |         |

## Nhạc phim
| STT | Nhan đề                                       | Sáng tác | Trình bày          | Thời lượng |
| --- | --------------------------------------------- | -------- | ------------------ | ---------- |
| 1.  | "Lời Hứa" (Nhạc chủ đề)                       | Đinh Vi  | Đặng Siêu          |            |
| 2.  | "Suốt đời suốt kiếp"                          |          | Đinh Vi            |            |
| 3.  | "Tình yêu màu xanh" (Sáp khúc với nhạc Piano) |          | Richard Clayderman |            |

## Giải thưởng
| Năm  | Lễ trao giải                           | Hạng mục               | Đề cử     | Kết quả   | Ghi chú |
| ---- | -------------------------------------- | ---------------------- | --------- | --------- | ------- |
| 2011 | Lễ hội truyền hình trực tuyến mùa Xuân | Diễn viên hấp dẫn nhất | Đặng Siêu | Đoạt giải | [ 6 ]   |
| 2012 | BTV                                    | Kim thưởng             |           | Đoạt giải | [ 7 ]   |
| 2012 | Hội hữu nghị năm mới Bắc Kinh          | Đóng góp đặc biệt      |           | Đoạt giải |         |